# Alcides Maiacala
Alcides Severino Mbole Maiacala (* 21. August 1983) ist ein angolanischer Politiker der Volksbewegung zur Befreiung Angolas (MPLA), der unter anderem seit 2022 Mitglied der Nationalversammlung ist.

## Leben
Alcides Severino Mbole Maiacala absolvierte ein Studium im Fach Politikwissenschaft, welches er mit einem Bachelor (Bacharelato em Ciências Políticas) beendete. Er fungierte zwischen 2015 und 2019 als Zweiter Sekretär des Gemeidekomitees der JMPLA (Juventude do Movimento Popular de Libertação de Angola), der Jugendorganisation der Volksbewegung zur Befreiung Angolas (MPLA (Movimento Popular de Libertação de Angola)), in Uíge und wurde zudem Mitglied des Exekutivkomitees des MPLA-Komitees in der Provinz Uíge. Am 16. September 2022 wurde er für die MPLA im Wahlkreis „Uíge“ Mitglied der Nationalversammlung (Assembleia Nacional) und ist derzeit Mitglied des Ausschusses für Menschenrechte, Staatsbürgerschaft und Umwelt.

## Weblink
- Alcides Severino Mbole Maiacala. Nationalversammlung, abgerufen am 18. Mai 2025 (portugiesisch).

| Personendaten    | Personendaten                                         |
| ---------------- | ----------------------------------------------------- |
| NAME             | Maiacala, Alcides                                     |
| ALTERNATIVNAMEN  | Maiacala, Alcides Severino Mbole (vollständiger Name) |
| KURZBESCHREIBUNG | angolanischer Politiker (MPLA)                        |
| GEBURTSDATUM     | 21. August 1983                                       |